# Platythyrea schultzei
Platythyrea schultzei är en myrart som beskrevs av Auguste-Henri Forel 1910. Platythyrea schultzei ingår i släktet Platythyrea och familjen myror. Inga underarter finns listade i Catalogue of Life.

## Bildgalleri

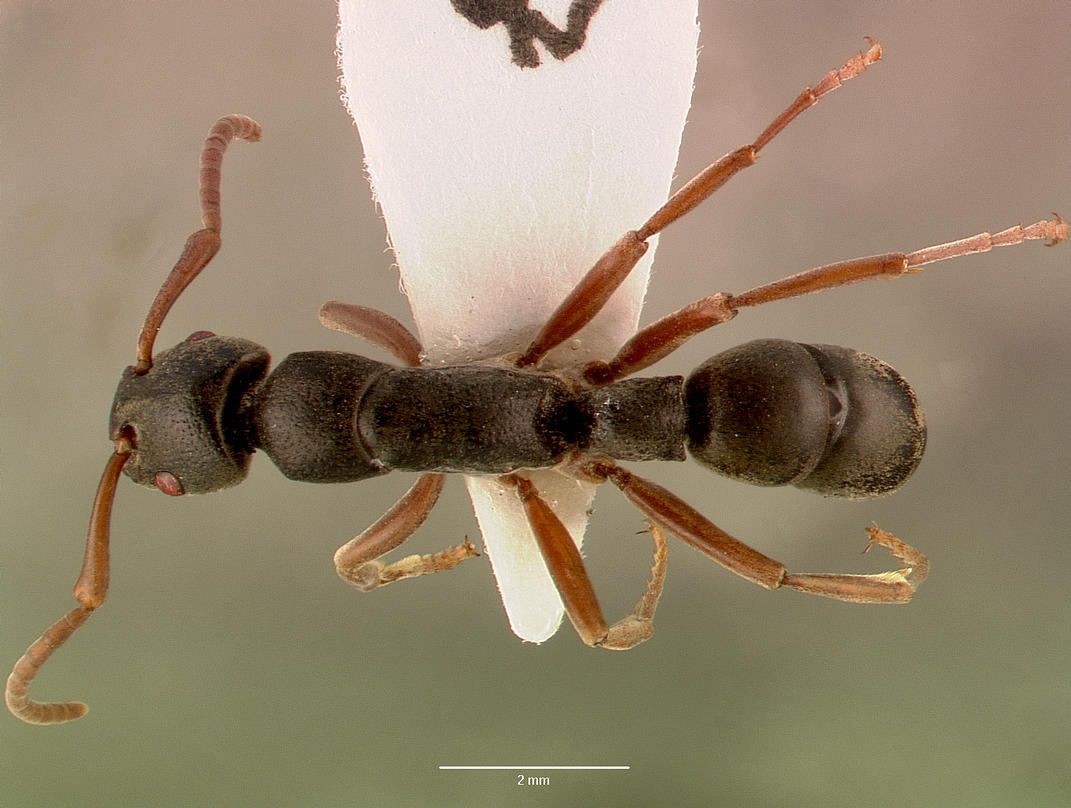
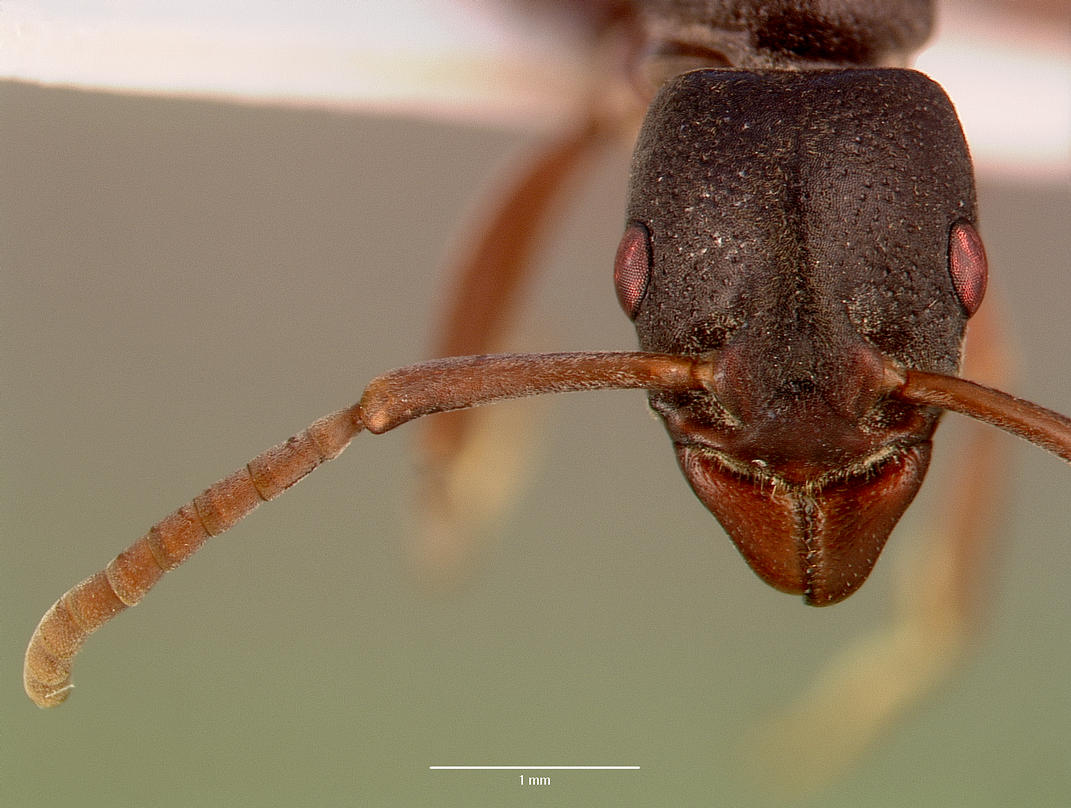
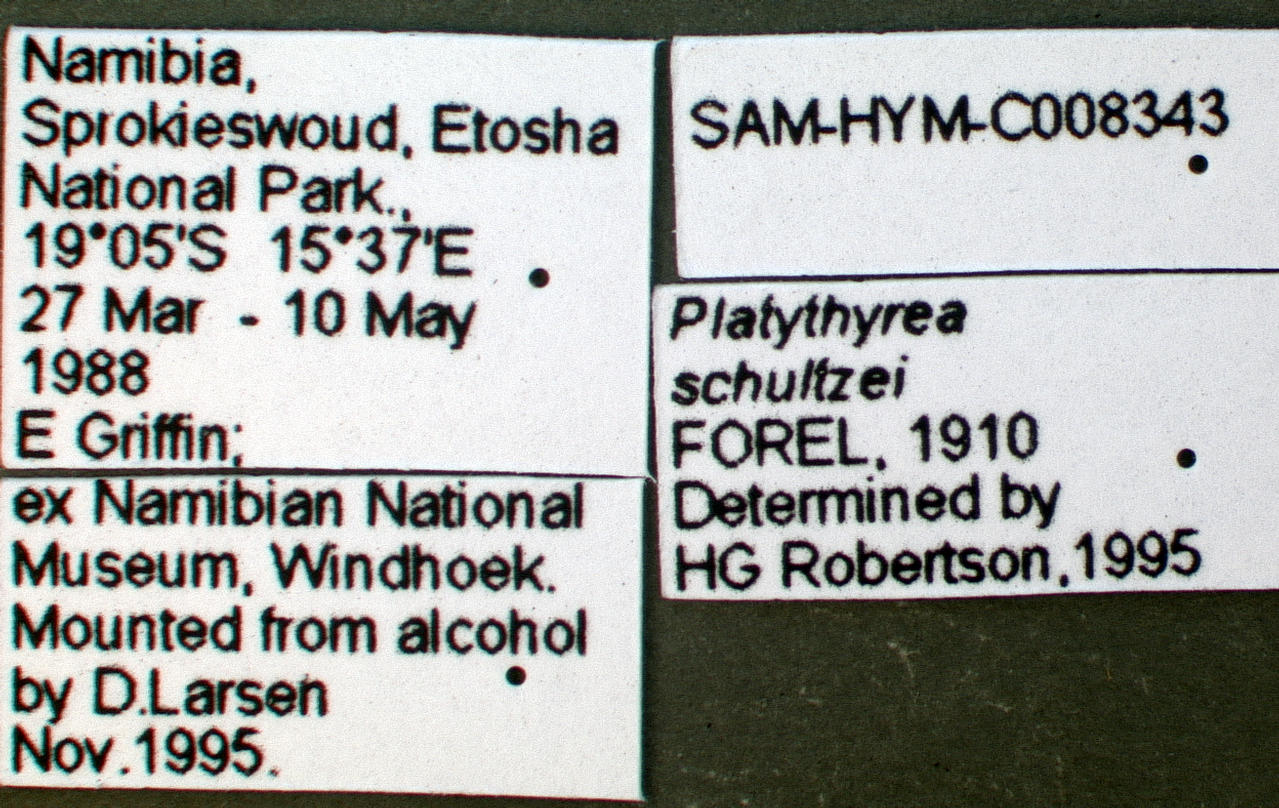
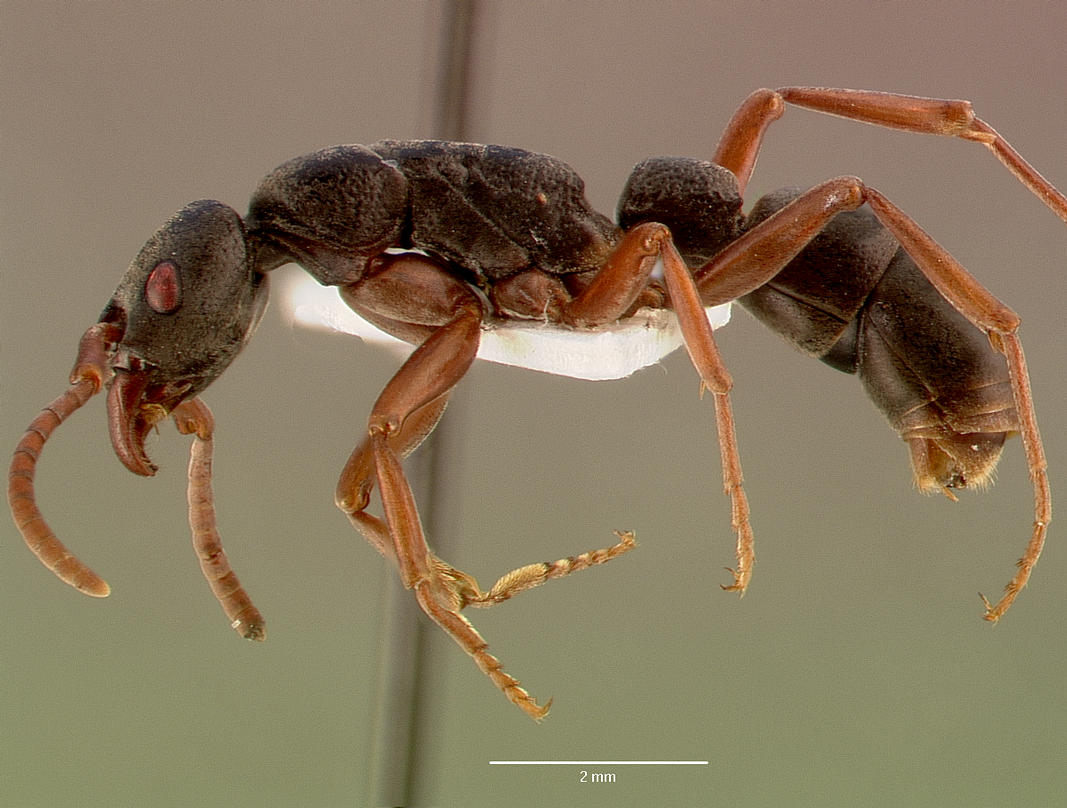
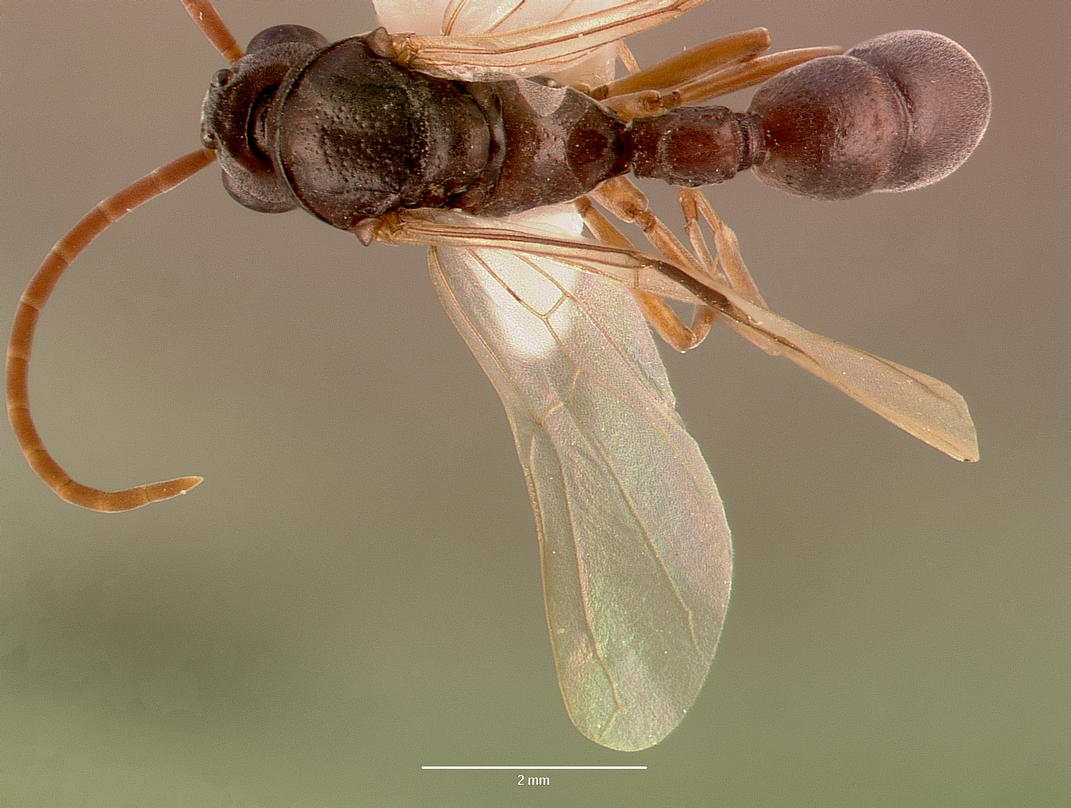
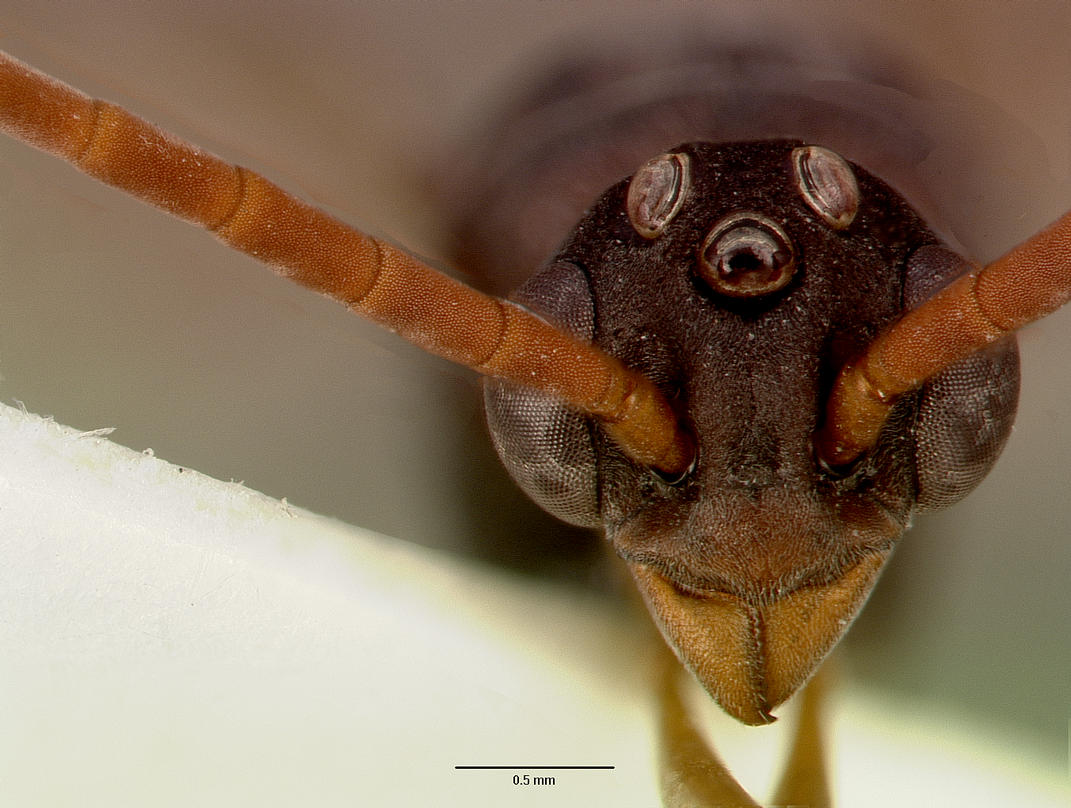